# Кубок Австрії з футболу 1964—1965
Кубок Австрії з футболу 1964–1965 — 31-й розіграш кубкового футбольного турніру в Австрії. Титул вперше здобув ЛАСК Лінц.

## Календар
| Раунд       | Дата                                                             | Матчі | Клуби   |
| ----------- | ---------------------------------------------------------------- | ----- | ------- |
| 1/16 фіналу | 15-16 серпня 1964, 29 вересня 1964 (перегравання)                | 16+1  | 32 → 16 |
| 1/8 фіналу  | 10 жовтня 1964 - 12 травня 1965                                  | 8     | 16 → 8  |
| 1/4 фіналу  | 6 грудня 1964 - 19 травня 1965, 16-27 травня 1965 (перегравання) | 4+3   | 8 → 4   |
| 1/2 фіналу  | 17 червня 1965                                                   | 2     | 4 → 2   |
| Фінал       | 24/26 червня 1965                                                | 2     | 2 → 1   |

## 1/16 фіналу
| Команда 1                 | Рахунок | Команда 2                 |
| ------------------------- | ------- | ------------------------- |
| 15 серпня 1964            |         |                           |
| Мархфельдер (Мархегг) (2) | 1:0     | Аустрія (Відень)          |
| Кремсер (2)               | 1:3 дч  | Вінер-Нойштадтер          |
| Зіммерингер (2)           | 3:1     | Вінер Шпорт-Клуб          |
| Рансгофен (2)             | 3:2     | Вінер АК                  |
| ШВШ Лінц (2)              | 2:3 дч  | ЛАСК Лінц                 |
| Фк Дорнбірн (2)           | 2:3     | Ферст Вієнна              |
| Ваккер (Інсбрук)          | 2:2 дч  | Адміра (Відень)           |
| Відень (3)                | 4:1     | Швехат                    |
| Дойчкройц (2)             | 0:3     | Рапід (Відень)            |
| Бішофсгофен (2)           | 3:1     | Пошт Адміра Лінц (3)      |
| Аустрія (Клагенфурт) (2)  | 1:0     | Ваккер (Відень)           |
| Юденбург (3)              | 1:2 дч  | Глогніц (2)               |
| Аустрія (Зальцбург) (2)   | 2:1     | Грацер                    |
| 16 серпня 1964            |         |                           |
| Штурм                     | 2:1     | Капфенберг                |
| Клагенфуртер (2)          | 0:3     | Шварц-Вайсс (Брегенц) (2) |
| Куфштайн (2)              | 3:1     | ВШГ Ваттенс (2)           |

Перегравання
| Команда 1       | Рахунок | Команда 2        |
| --------------- | ------- | ---------------- |
| 29 вересня 1964 |         |                  |
| Адміра (Відень) | 4:0     | Ваккер (Інсбрук) |

## 1/8 фіналу
| Команда 1                 | Рахунок | Команда 2                 |
| ------------------------- | ------- | ------------------------- |
| 10 жовтня 1964            |         |                           |
| Рапід (Відень)            | 7:0     | Глогніц (2)               |
| Зіммерингер (2)           | 1:3 дч  | Вінер-Нойштадтер          |
| 11 жовтня 1964            |         |                           |
| Шварц-Вайсс (Брегенц) (2) | 5:3 дч  | Аустрія (Зальцбург) (2)   |
| Рансгофен (2)             | 4:2     | Куфштайн (2)              |
| 14 жовтня 1964            |         |                           |
| Адміра (Відень)           | 4:1     | Ферст Вієнна              |
| Штурм                     | 5:2     | Відень (3)                |
| 20 грудня 1964            |         |                           |
| ЛАСК Лінц                 | 3:0     | Аустрія (Клагенфурт) (2)  |
| 12 травня 1965            |         |                           |
| Бішофсгофен (2)           | 1:0     | Мархфельдер (Мархегг) (2) |

## 1/4 фіналу
| Команда 1                 | Рахунок | Команда 2        |
| ------------------------- | ------- | ---------------- |
| 6 грудня 1964             |         |                  |
| Шварц-Вайсс (Брегенц) (2) | 2:2 дч  | Рансгофен (2)    |
| 17 квітня 1965            |         |                  |
| Штурм                     | 3:3 дч  | ЛАСК Лінц        |
| 16 травня 1965            |         |                  |
| Бішофсгофен (2)           | 0:0 дч  | Вінер-Нойштадтер |
| 19 травня 1965            |         |                  |
| Адміра (Відень)           | 1:0     | Рапід (Відень)   |

Перегравання
| Команда 1                 | Рахунок | Команда 2       |
| ------------------------- | ------- | --------------- |
| 16 травня 1965            |         |                 |
| Шварц-Вайсс (Брегенц) (2) | 2:2 дч* | Рансгофен (2)   |
| 26 травня 1965            |         |                 |
| ЛАСК Лінц                 | 3:0     | Штурм           |
| 27 травня 1965            |         |                 |
| Вінер-Нойштадтер          | 6:1     | Бішофсгофен (2) |

* - Шварц-Вайсс (Брегенц) отримав перемогу після жеребкування.

## 1/2 фіналу
| Команда 1                 | Рахунок | Команда 2        |
| ------------------------- | ------- | ---------------- |
| 17 червня 1965            |         |                  |
| Шварц-Вайсс (Брегенц) (2) | 0:1     | Вінер-Нойштадтер |
| ЛАСК Лінц                 | 2:1     | Адміра (Відень)  |

## Фінал
| Команда 1         | Заг. | Команда 2 | 1-й матч | 2-й матч |
| ----------------- | ---- | --------- | -------- | -------- |
| 24/26 червня 1965 |      |           |          |          |
| Вінер-Нойштадтер  | 1:2  | ЛАСК Лінц | 0:1      | 1:1      |

### Перший матч
| 24 червня 1965 |

| Вінер-Нойштадтер | 0:1      | ЛАСК Лінц |
| ---------------- | -------- | --------- |
|                  | Протокол | Чіко 89'  |

| Вінер Нойштадт Штадіон, Відень Глядачів: 7 000 Арбітр: Пауль Шиллер |

### Повторний матч
| 26 червня 1965 |

| ЛАСК Лінц | 1:1      | Вінер-Нойштадтер |
| --------- | -------- | ---------------- |
| Фібек 10' | Протокол | Бірбаумер 24'    |

| Лінцер, Лінц Глядачів: 8 000 Арбітр: Такі Влахояніс |